# Diedamskopf
De Diedamskopf is een 2090 meter hoge bergtop in het westen van de Allgäuer Alpen, in Vorarlberg (Oostenrijk). De berg torent ten noordoosten boven het dorp Schoppernau in het dal van de Bregenzer Ach (onderdeel van het Bregenzerwald). In het noordoosten is de top verbonden met de Hoher Ifen (2230 m), in het zuidoosten met de Üntschenspitze (2135 m).
Op de flanken van de berg bevindt zich een skigebied. Vanaf het dal is de berg in 4,5 uur te beklimmen. Een kabelbaan leidt tot 150 m onder de top, waar zich een restaurant bevindt. Vanwege het uitzicht is de wandeling naar de top ook in de zomer een populaire bestemming voor toeristen. 